# طاش ما طاش 3 (مسلسل)
طاش ما طاش 3، مسلسل كوميدي سعودي. وتم بثه في شهر رمضان لعام 1415 هـ الواقع في التاريخ الميلادي 31 يناير 1995، بمثابة الجزء الثالث من مسلسل طاش ما طاش الذي يعتبر من أشهر المسلسلات السعودية.

## الممثلين
عبد الله السدحان 

ناصر القصبي 

لطيفة المجرن 

ناجية الربيع 

فايز المالكي 

محمد العيسى 

زينب العسكري 

فهد الحيان 

عبد العزيز المبدل 

محمد الطويان 

محمد الكنهل 

عبد الله المزيني 

عبد الله السناني 

يوسف الجراح

## وصلات خارجية
- صفحة المسلسل على موقع السينما